# Gonocarpus
Gonocarpus là một chi thực vật có hoa trong họ Haloragaceae.